# Hämndens natt
Hämndens natt (engelska: Forgotten Faces) är en amerikansk stumfilm från 1928 i regi av Victor Schertzinger, med Clive Brook, Mary Brian, Olga Baclanova och William Powell i rollerna. Manuset bygger på novellen Whiff of Heliotrope av Richard Washburn Child, publicerad i Famous Story Magazine i december 1925.

## Handling
"Heliotrope Harry" Harlow (Clive Brook) rånar en spelhåla med sin partner Froggy (William Powell). När Harry återvänder hem upptäcker han sin fru Lilly (Olga Baclanova) i armarna på sin älskare. Harry mördar mannen och han och Froggy lämnar staden med Harrys nyfödda dotter. I hopp om att ge sin dotter det bästa livet hon kan få, så bestämmer Harry sig för att lämna henne till en familj som kan ge henne trygghet och kärlek. Själv erkänner han sitt brott för polisen och sitter av sitt straff, men han ger Froggy i uppdrag att hålla ett öga på dottern. Åren går och dottern växer upp som Alice Deane (Mary Brian). När det börjar bli dags för hennes bröllop så dyker Lilly upp efter alla dessa år och hotar att förstöra sin dotters lyckliga liv. Harry bryter sig ut ur fängelset för att förhindra sin frus planer.

## Rollista
| Clive Brook    | – Heliotrope Harry Harlow |
| Mary Brian     | – Alice Deane             |
| Olga Baclanova | – Lilly Harlow            |
| William Powell | – Froggy                  |
| Fred Kohler    | – Number 1309             |
| Jack Luden     | – Tom                     |